# McLaughlin Peak
McLaughlin Peak är en bergstopp i Antarktis. Den ligger i Västantarktis. Argentina, Chile och Storbritannien gör anspråk på området. Toppen på McLaughlin Peak är 1 314 meter över havet.
Terrängen runt McLaughlin Peak är kuperad åt nordost, men åt sydväst är den platt. Trakten är obefolkad. Det finns inga samhällen i närheten.